# Cavaliers du vent
Cavaliers du vent (titre original : Wind Rider's Oath) est un roman de fantasy de l'écrivain américain David Weber. Paru en 2004, il est le troisième roman de la série Dieu de la guerre et a été édité en France en deux tomes le 25 octobre 2012,,,.